# Forgaria nel Friuli
Forgaria nel Friuli é uma comuna italiana da região do Friuli-Venezia Giulia, província de Udine, com cerca de 1.902 habitantes. Estende-se por uma área de 29 km², tendo uma densidade populacional de 66 hab/km². Faz fronteira com Majano, Osoppo, Pinzano al Tagliamento (PN), Ragogna, San Daniele del Friuli, Trasaghis, Vito d'Asio (PN).

## Demografia
| Variação demográfica do município entre 1861 e 2011                               |
|                                                                                   |
| Fonte: Istituto Nazionale di Statistica (ISTAT) - Elaboração gráfica da Wikipedia |